# Wu Yin
Wu Yin (en chino simplificado, 吴茵; Tianjin; China; 2 de agosto de 1909 – Shanghái, China; 10 de abril de 1991) fue una actriz china de cine y teatro activa desde la década de 1930 hasta 1990. Durante este periodo apareció en 45 películas y 48 obras de teatro, sus interpretaciones más notables fueron en los clásicos  El río de la primavera fluye hacia el este (1947), Miríada de luces (1948) y Cuervos y gorriones (1949). Famosa por interpretar papeles de mujeres mayores, fue apodada la «primera vieja dama» del cine chino. En 2005 fue elegida como una de las 100 mejores actrices de los 100 años del cine chino.

## Biografía
Wu Yin nació en Tianjin en 1909, en el seno de una familia del condado de Wu, provincia de Jiangsu. Fue adoptada de pequeña por el hermano de sangre de su padre, que le cambió el nombre por el de Yang Ying (杨瑛).
Wu volvió a vivir con sus padres biológicos a los 13 años. Estudió pintura en la Escuela para Niñas de Chengdong en Shanghái, donde fue influenciada por el surgimiento del drama moderno. En 1929 hizo su debut en el teatro en la obra Night Talk in Suzhou de Tian Han, dirigida por Ying Yunwei. En ese momento ya estaba casada, pero su familia se oponía rotundamente a que se dedicara a la actuación, por lo que, al estar decidida a seguir con su carrera como actriz, se divorció de su esposo.
En 1935, hizo su debut cinematográfico en el clásico Nuevas mujeres de Cai Chusheng, protagonizado por Ruan Lingyu. En 1936, gracias a la ayuda de Ying Yunwei, se unió a la productora Mingxing Film Company donde, en los siguientes años, apareció en más de diez películas, incluida La encrucijada.
Cuando los japoneses invadieron China en 1937, Wu Yin huyó de Shanghái hacia Chungking, la capital de China durante la guerra, donde actuó en muchas obras de teatro y en al menos en tres películas. Después de la rendición japonesa en 1945, regresó a Shanghái y se unió a la productora Kunlun Film Company. Durante este periodo apareció en numerosas películas, incluidas Ocho mil li bajo las nubes y la luna (dir. Shi Dongshan) y Amor lejano (dir. Chen Liting), pero sus papeles más famosos y recordados fueron los de las ancianas en El río de la primavera fluye hacia el este (dirs. Zheng Junli y Cai Chusheng) y Miríada de luces (dir. Shen Fu), y sobre todo su papel de la Sra. Xiao en Cuervos y gorriones del director Zheng Junli.

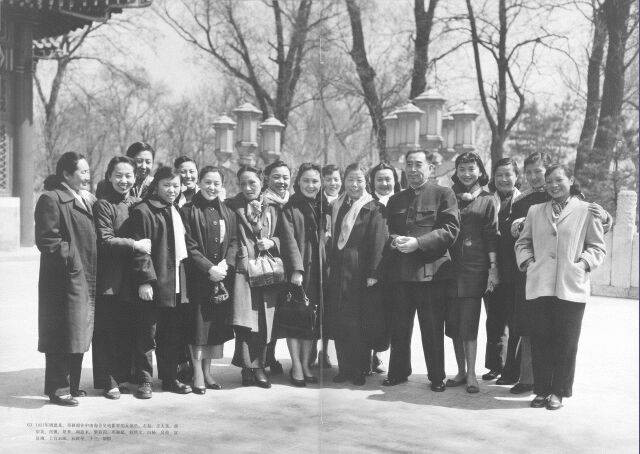
En 1957 Zhou Enlai y Deng Yingchao se reunieron con la industria cinematográfica en Zhongnanhai. Wu Yin es la quinta por la izquierda

Después del establecimiento de la República Popular China en 1949, actuó en varias películas, incluidas La vida de Wu Xun, Song Jingshi y Es mi día libre, antes de ser denunciada como «derechista» en 1957 durante la conocida como el Movimiento antiderechista. Durante la Revolución Cultural fue torturada y perdió la capacidad de caminar, y su esposo, el cineasta Meng Junmou (孟君谋), fue perseguido hasta la muerte.
Después del final de la Revolución Cultural, fue rehabilitada políticamente el 11 de diciembre de 1978 y se unió al Partido Comunista de China en 1985. Apareció en algunas películas más hasta su muerte el 10 de abril de 1991.

## Premios
En 1957, recibió el premio de primera clase del Ministerio de Cultura por su papel de la Sra. Xiao en la película Cuervos y gorriones. En noviembre de 2005 fue elegida como una de las 100 mejores actrices de los 100 años del cine chino.